# ManSuang
Man Suang(แมนสรวง) はBe On Cloud製作のタイ映画。出演は、パークプーム・ロムサイトーン、ナタウィン・ワッタナキティパット、Asavapatr Ponpiboon、Thanayut Thakoonauttaya。監督は、Ning Bhanbhassa Dhubtien、Chartchai Ketnust、Pond Krisda Witthayakhajorndet。美術構成はNakrob Moonmanas。映画のサウンドトラックは、カクテルというバンドの「Ren」
2023年5月16日から24日まで2023年カンヌ映画祭でプロモーションポスターとティーザーを公開 、2023年8月24日に一般劇場で公開され、初日興行収入1,100万バーツ、上映4日間で2,210万バーツ、総興収は3,150万バーツとなった。
この映画は1850年、ラタナコーシン朝ラーマ3 世の治世の終わりに設定されている。「メンスアン（マンスアン）」と呼ばれる有名な歓楽施設についての物語。 時代劇であり、推理、スリラーである。
Man Suangの撮影シーンはゼロからデザインされ、作成された。一部のシーンはプラ・ナコーン・シー・アユッタヤー県で撮影された。アユタヤの古代宮殿、ワット・プラシーサンペット、ワット・タマラームなど。

## キャラクター
- Khem（アポー ナタウィン・ワッタナキティパット）：地方都市から出てきた庶民で、伝統舞踊の踊り手。秘密の使命をうけMan Suangに入る。人生と社会における地位の向上を望む
- Chatra（マイル パークプーム・ロムサイトーン）：正体は謎に包まれたタフォン奏者。彼自身もMan Suangに入った動機を持っており、KhemやWanと手を組み、彼らの作戦に協力する
- Wan（Asavapatr Ponpiboon）：Khemと同じく地方から出てきたKhemの親友。Khemのミッションを手助けする
- Hong（Thanayut Thakoorathaya）：Man SuangのオーナーChengの息子で継承者
- Chao Sua Cheng（Chartchai Ketnust）：Man Suangのオーナー。中国より移り住む
- Phraya Wichiendej（Gandhi Wasuwitchayagit）：新世代の王立海軍貴族
- Phraya Bodisorn（Tua Pradit Prasartthong）：タイ王室の貴族で、影響力と権力を持つ
- Khun Sutin Borirak（Chua Sornchai Chatwiriyachai）：国家公務員。中国にルーツを持つ
- Tiang（Saifah Tanthana）：オーナーChengの右腕。父の死後、Chengが保護者となる
- Mae Kru Phikun（Orn Ornanong Panyawong）：Man Suangの伝統舞踏ダンサーの指導者
- Mae Tubtim（Lookpear Nonthakorn Chalermnai） ：Man Suangの男女娼婦のマダム